# Miranda Teboh-Ewungkem
 Miranda Ijang Teboh-Ewungkem (* 1974 in Kamerun) ist eine kamerunisch-amerikanische Mathematikerin und Hochschullehrerin. Sie forscht auf dem Gebiet von gewöhnlichen und partiellen Differentialgleichungen und statistischen Methoden zur Modellierung der Dynamik und Übertragung von Infektionskrankheiten.

## Leben und Werk
Teboh-Ewungkem studierte an der Universität Buea in Kamerun, wo sie den Minor in Computer Science, 1996 den Bachelor of Science in Mathematik und 1998 den Master of Science in Mathematik erwarb. Von 1998 bis 2002 forschte sie an der Lehigh University in Bethlehem (Pennsylvania), wo sie im Januar 2003 den Master of Science in Statistik erhielt. Im Mai 2003 promovierte sie dort bei Eric Paul Salathe mit der Dissertation: Mathematical Analysis of Oxygen and Substrate Transport Within a Multicapillary System in Skeletal Muscle. Anschließend war sie bis 2004 Hsiung Visiting Assistant Professorin an der Lehigh University, bis 2006 Visiting Assistent Professorin und ab 2006 Assistenzprofessorin am Lafayette College.
Sie ist seit 2006 Mitherausgeberin des International Journal of Applied Mathematics & Statistics (IJAMAS). Sie hielt auf vielen Konferenzen als eingeladene Rednerin Hauptvorträge, so auch 2010 den Hauptvortrag auf der Konferenz der Southern Africa Mathematical Sciences Association (SAMSA) in Gaborone, Botswana, an dem Regierungsbeamte und der Leiter der Universität von Botswana teilnahmen. 2009 organisierte sie mit einem Stipendium der National Science Foundation einen internationalen Workshop und eine Konferenz an der Universität von Buea für Hochschulen und Universitäten in Afrika, den USA und Europa, um Ideen für den Einsatz von Mathematik für Gesundheitsprobleme wie Malaria und AIDS auszutauschen.

## Mitgliedschaften
- Association for Women in Mathematics
- American Mathematical Society
- Society for Mathematical Biology
- Society of Industrial and Applied Mathematicians
- Mathematical Association of America
- Honor Society for International students
- Scholars-Beta Pi Chapter of Phi Beta Delta

## Auszeichnungen (Auswahl)
- 1996: Best Undergraduate and Graduate Mathematics Student Award, Universität Buea
- 1996: Top three female Award, Universität Buea
- 1998: Dean’s Fellowship, Lehigh University
- 1998: International Commonwealth Scholarship
- 1998: Best University Student Award, Best Graduate Student Award, Best Mathematics Student Award, Universität Buea
- 2000: Member of the Honor Society for International students and Scholars-Beta Pi Chapter of Phi Beta Delta
- 2003: Best Professor, Summer Excel program, Lehigh University
- 2020: Fellow of the African Scientific Institute

## Veröffentlichungen (Auswahl)
- mit E. P. Salathe: The Role of Counter-Current Exchange in Preventing Hypoxia in Skeletal Muscle, Bulletin of Mathematical Biology, 68 (8), 2006, S. 2191–2204.
- mit E. P. Salathe: Substrate diffusion from an array of capillaries with co-current and counter-current flow, Mathematical and Computer Modelling Journal, Volume 42, issue 1 and 2, pages 17–30, 2005.
- mit Bahar Acu, Donatella Danielli, Marta Lewicka, Arati Pati, Saraswathy RV:  Advances in Mathematical Sciences: AWM Research Symposium, Houston, TX, April 2019 (Association for Women in Mathematics Series, 21) (englisch), 2020, ISBN 978-3-030-42686-6.